# Melissa Belote
Melissa Louise Belote, później Hamlin i Ripley (ur. 16 października 1956 w Waszyngtonie) – amerykańska pływaczka. Wielokrotna medalistka olimpijska z Monachium.
Specjalizowała się w stylu grzbietowym. W Monachium zdobyła trzy złote medale, w tym na 100 i 200 metrów grzbietem. Miała wówczas 15 lat. Podczas pierwszych mistrzostw świata w Belgradzie (1973) wywalczyła trzy medale, w tym złoto na 200 m. Wielokrotnie biła rekordy świata. Brała także udział w igrzyskach w Montrealu, już bez medalowych osiągnięć. Karierę kończyła w 1979.

## Starty olimpijskie
Monachium 1972
- 100 m grzbietem, 200 m grzbietem, 4 × 100 m stylem zmiennym – złoto

Montreal 1976
- 5 lokata 200 m stylem grzbietowym